# Dhule Airport
Dhule Airport är en flygplats i Indien.   Den ligger i distriktet Dhule och delstaten Maharashtra, i den centrala delen av landet, 900 km söder om huvudstaden New Delhi. Dhule Airport ligger 277 meter över havet.
Terrängen runt Dhule Airport är platt. Runt Dhule Airport är det tätbefolkat, med 383 invånare per kvadratkilometer. Närmaste större samhälle är Dhule, 4,9 km sydost om Dhule Airport. Trakten runt Dhule Airport består till största delen av jordbruksmark.